# Arc-et-Senans
 Arc-et-Senans  là một xã của tỉnh Doubs, thuộc vùng Bourgogne-Franche-Comté, miền đông nước Pháp.